# Lofer
Lofer là một thị xã ở vùng Pinzgau của bang Salzburg ở nước Áo. Đô thị này có diện tích 55,63 km², dân số năm 2001 là 1936 người. Thị trấn là một địa điểm có môn trượt tuyết vào mùa đông với 14 đường chính. Khu vực này có độ cao 626 mét trên mực nước biển.
European route E641, nối Wörgl với Salzburg, chạy qua Lofer.
Kinh tế địa phương chủ yếu là du lịch và nông nghiệp.

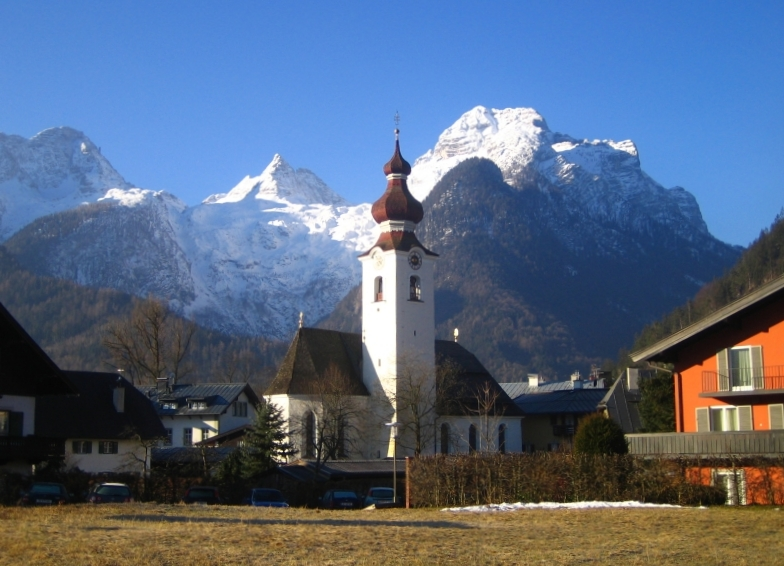
Nhà thờ ở trung tâm Lofer